# 幼獅文化
幼獅文化事業公司，簡稱幼獅文化，曾是中國青年救國團所屬的出版社，編有雜誌《幼獅文藝》、《幼獅少年》。

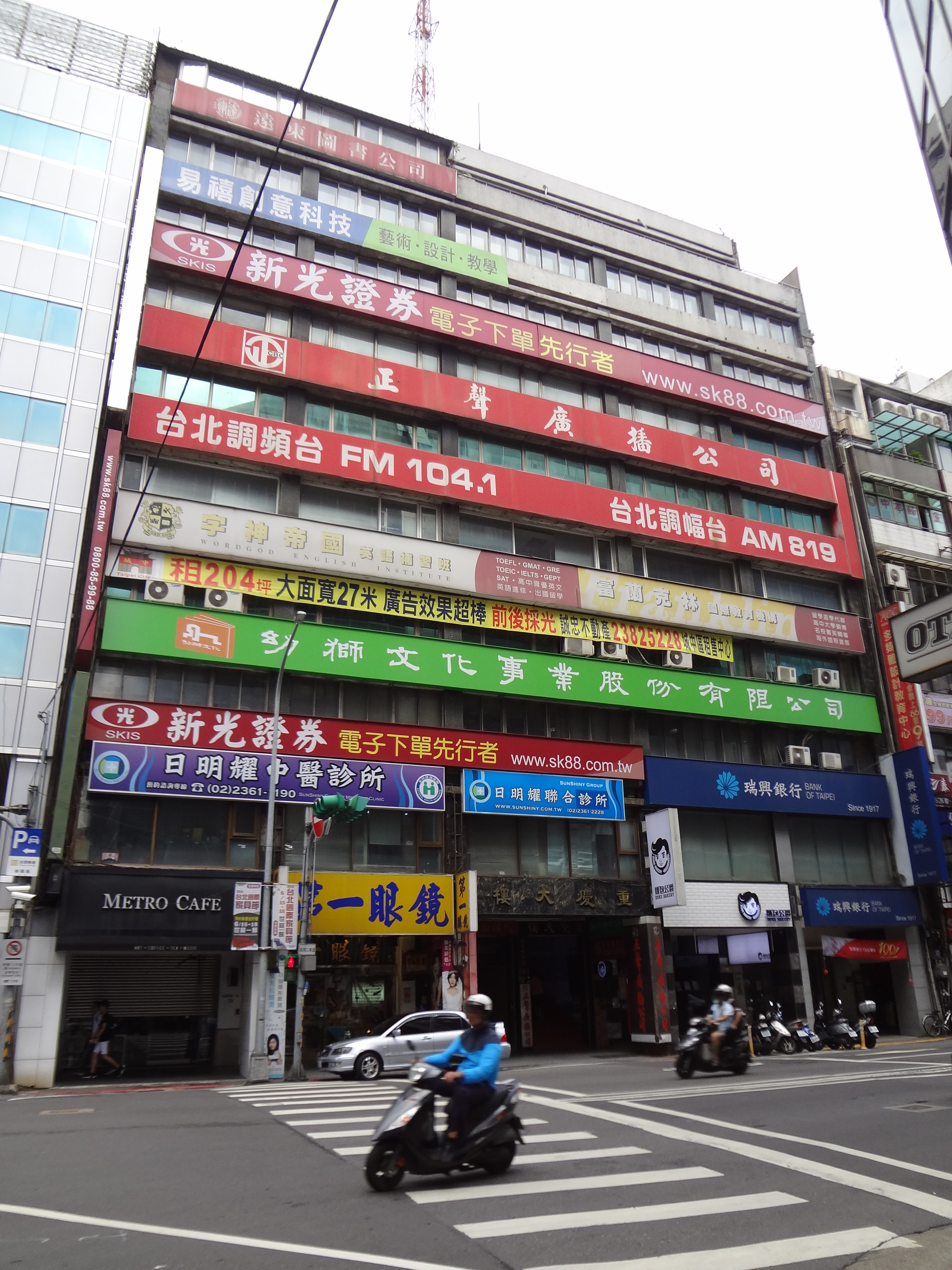
幼獅文化總部位於重慶大樓3樓

## 沿革
- 1953年1月，中國青年反共救國團文藝月刊《幼獅月刊》創刊。
- 1954年3月29日，中國青年寫作協會文藝月刊《幼獅文藝》創刊。
- 1955年，幼獅通訊社（China Youth News Agency）成立，為中國青年反共救國團所屬通訊社。
- 1956年，幼獅廣播電台成立，為中國青年反共救國團所屬廣播電台。
- 1958年10月10日，中國青年反共救國團出資新臺幣二十萬元成立幼獅文化，整合《幼獅月刊》、《幼獅文藝》、幼獅通訊社、幼獅廣播電台，同時增闢幼獅書店。
- 1962年，學術性季刊《幼獅學誌》創刊。
- 1968年，幼獅文化成立編譯中心，譯介重量級套書或經典如《世界文明史》、《西洋藝術史》、《世界哲學經典名著》。
- 1976年10月，專為青少年製作的綜合性月刊《幼獅少年》創刊，《幼獅月刊》、《幼獅文藝》、《幼獅學誌》、《幼獅少年》整合為幼獅文化期刊部。
- 1989年，《幼獅學誌》與《幼獅月刊》停刊。
- 1991年，青新出版成立，為幼獅文化子公司。
- 1993年，幼獅文化總經理曾繁潛聘請陳信元（曾任業強出版社總編輯、蘭亭書店發行人）擔任總編輯，幼獅文化逐漸轉型為全方位出版社。
- 1995年，法人股東佔幼獅文化大多數股份，幼獅文化脫離中國青年救國團，僅有總經理由救國團派任，員工都不能再往救國團流動。
- 1996年，因中國青年救國團縮編經費，幼獅廣播電台歇業。
- 2003年，幼獅文化45週年，推出管家琪改寫、供青少年閱讀的中國古典文學套書《中國故事寶盒》一套12冊。
- 2007年臺北國際書展，幼獅文化獲頒行政院新聞局「金鼎三十『老字號金招牌』資優出版事業特別獎」，領獎人為幼獅文化總經理廖翰聲。
- 2007年9月，幼獅文化圖書編輯部教科書業務獨立為教科書編輯部。
- 2009年，青新出版解散。
- 2021年1月，《幼獅少年》停刊。
- 2024年1月，《幼獅文藝》停刊。

## 獎項
- 1976年，獲得第1屆金鼎獎圖書出版品輸出績優金鼎獎。
- 1977年，以《世界教育改革動向》、《朴正熙總統傳》等兩本書，獲得第2屆金鼎獎圖書出版金鼎獎。
- 2009年，以作家林良的《林良爺爺寫童年》，獲第33屆金鼎獎兒少類圖書類最佳著作人獎。

## 外部連結
- 幼獅文化